# Helsingborgs Dagblad
Helsingborgs Dagblad (HD) é o maior jornal local escrito em sueco publicado em Helsingborg, Escânia. Foi fundado em 1867. Em 1892, tornou-se um dos primeiros jornais diários da Suécia.
Em 2001, o jornal se fundiu com o Nordvästra Skånes Tidningar e hoje é publicado em três edições locais diferentes com nomes distintos. Em 2006, mudou de formato, abandonando o seu tradicional formato standard e adotando o formato tabloide, seguindo uma tendência geral entre os jornais diários.